# Bestie (grupo musical)
Bestie (em coreano:  베스티; muitas vezes estilizado como BESTie) foi um grupo feminino sul-coreano formado pela YNB Entertainment em 2013. Elas estrearam em 11 de julho de 2013 com um single intitulado Pitapat. O grupo deu disband na segunda metade de 2018.

## História

### Pre-estreia
Hyeyeon, UJi e Haeryung originalmente estrearam no grupo EXID sob a AB Entertainment. Com o EXID, elas lançaram seu primeiro single Holla (Whoz That Girl). Os três membros promovidos com o grupo por cerca de dois meses, finalmente, deixaram a empresa e o grupo por motivos pessoais. A integrante Haeryung começou a atuar em uma idade jovem: seus primeiros papéis estavam na série de televisão Sharp e Magic Kid Masuri aos 10 anos. Na primavera de 2013, ela interpretou a namorada de Park Hyung-sik no drama Nine Time Travels.

### 2013–2015: Estreia comPitapat,Hot BabyeLove Emotion
Bestie estreou no dia 11 de junho de 2013 com o lançamento do single Pitapat. A canção que foi acompanhada pelo vídeo musical que estrelou Jo Kwon e Yoo Seyoon. A primeira apresentação ao vivo do grupo foi no programa musical Music Bank. Em 16 de outubro, Bestie retornou com seu segundo single-álbum Love Options. Sua volta aos palcos foi realizada no M! Countdown.
Em 12 de dezembro, foi anunciado que Bestie estaria lançando Zzang Christmas, um single digital com tema de Natal, em 17 de dezembro.
Em 28 de fevereiro de 2014, o quarto single-álbum de Bestie, Thank U Very Much, foi lançado digitalmente, além de um vídeo musical acompanhante.
Em 27 de julho, AOA (Choa, Jimin, Hyejeong e Chanmi) e Girl's Day participaram de uma performance especial no Music Bank, onde elas apresentaram Mr. Mr. do Girls' Generation. Em 11 de julho, a Bestie lançou um quinto single digital intitulado Like a Star, como uma comemoração para o aniversário de um ano.
Seu primeiro mini-álbum Hot Baby foi lançado em 28 de julho. Três dias depois, o vídeo musical oficial foi lançado. Em 29 de agosto, o grupo lançou um mini-álbum digital repaginado com uma nova faixa I Need You produzida por Duble Sidekick e HomeBoy. Agradecendo os fãs pelo sucesso do Hot Baby, Bestie performou I Need You no M! Countdown um dia antes do lançamento digital da música.
Em 19 de dezembro, a Bestie cobriu a Mamacita do Super Junior no Music Bank como uma performance de fim de ano.
Em 8 de maio de 2015, Bestie lançou seu segundo mini-álbum Love Emotion e lançou um vídeo musical para a sua faixa principal Excuse Me. O seu vídeo musical para Excuse Me ficou em 4.º lugar nos "Mais vistos vídeos de K-Pop da Billboard na América" para o mês de maio, e ficou em 6.º lugar nos "Vídeos de K-Pop mais vistos do Billboard em todo o mundo" para o mês de maio. Em 2 de junho, a Bestie recebeu o 4.º lugar no programa de música, The Show.
Em 29 de agosto de 2015, BESTie fez parte da turnê 2015 Feel Korea em Nova Deli, na Índia, atuando no Auditório Sirifort de Nova Deli.

### 2017: Mudança na formação
Em 5 de setembro de 2017, anunciou-se que UJi e Dahye encerraram seus contratos e deixariam o Bestie. A YNB Entertainment anunciou que Bestie continuaria com Hyeyeon e Haeryung, possivelmente adicionando membros e continuando com atividades.

### 2018: Disband e saída de Hyeyeon
Após a saída de Dahye e UJi, o grupo (duo) permaneceu sem atividades e posteriormente Hyeyeon também deixou o grupo, iniciando sua carreira de trot. A agência de BESTie, YNB, anunciou então o disband. Haeryung prosseguiu com suas atividades como atriz.

## Ex-integrantes
- Hyeyeon (hangul: 혜연), nascida Kang Hye-yeon (hangul: 강혜연) em 8 de dezembro de 1990 (34 anos).[19]
- Uji (hangul: 유지), nascida Jung Yu-ji (hangul: 정유지) em 2 de janeiro de 1991 (34 anos).[19]
- Dahye (hangul: 다헤), nascida Song Da-hye (hangul: 송다헤) em 12 de junho de 1993 (31 anos).[19]
- Haeryung (hangul: 해령), nascida Na Hae-Ryung (hangul: 나해령) em 11 de novembro de 1994 (30 anos).[19]

## Discografia

### Singles
| Ano                                                                                          | Título              | Melhores posições nas paradas | Melhores posições nas paradas | Álbum            |
| Ano                                                                                          | Título              | KOR                           | USA                           | Álbum            |
| Ano                                                                                          | Título              | Gaon                          | Billboard K-Pop Hot 100       | Álbum            |
| -------------------------------------------------------------------------------------------- | ------------------- | ----------------------------- | ----------------------------- | ---------------- |
| 2013                                                                                         | "Pitapat"           | 84                            | 90                            | Single sem álbum |
| 2013                                                                                         | "Love Options"      | 133                           | —                             | Hot Baby         |
| 2013                                                                                         | "Zzang Christmas"   | 130                           | —                             | Single sem álbum |
| 2014                                                                                         | "Thank U Very Much" | 53                            | 74                            | Hot Baby         |
| 2014                                                                                         | "Like A Star"       | —                             | —                             | Hot Baby         |
| 2014                                                                                         | "Hot Baby"          | 53                            | —                             | Hot Baby         |
| 2014                                                                                         | "I Need You"        | 74                            | —                             | por anunciar     |
| 2015                                                                                         | "Excuse Me"         | —                             | —                             | Love Emotion     |
| "—" indica lançamentos que não figuraram nas paradas ou que não foram lançados nessa região. |                     |                               |                               |                  |